# Прапрече-при-Стражі
Прапрече-при-Стражі (словен. Prapreče pri Straži) — поселення в общині Стража, регіон Південно-Східна Словенія, Словенія.